# 俄土戰爭 (1787年—1792年)
第七次俄土战争是發生在1787——1792年，俄國與土耳其之間的一場戰爭。作為俄土戰爭之一環。在此次戰爭中，土耳其战败，被迫签定《雅西和约》。割让德涅斯特河以东的广阔领土。

## 背景
1787年5月，俄罗斯的叶卡捷琳娜女皇与神圣罗马帝国皇帝约瑟夫二世巡幸了克里米亚半岛和新俄罗斯地区。有关叶卡捷琳娜的希腊复国计划（拜占庭复国计划）的流言甚嚣尘上，君士坦丁堡方面的舆论开始骚动了起来。俄土两国互相抱怨对方不能谨守库楚克开纳吉和约，而英、法则竭力支持奥斯曼帝国。

## 战争

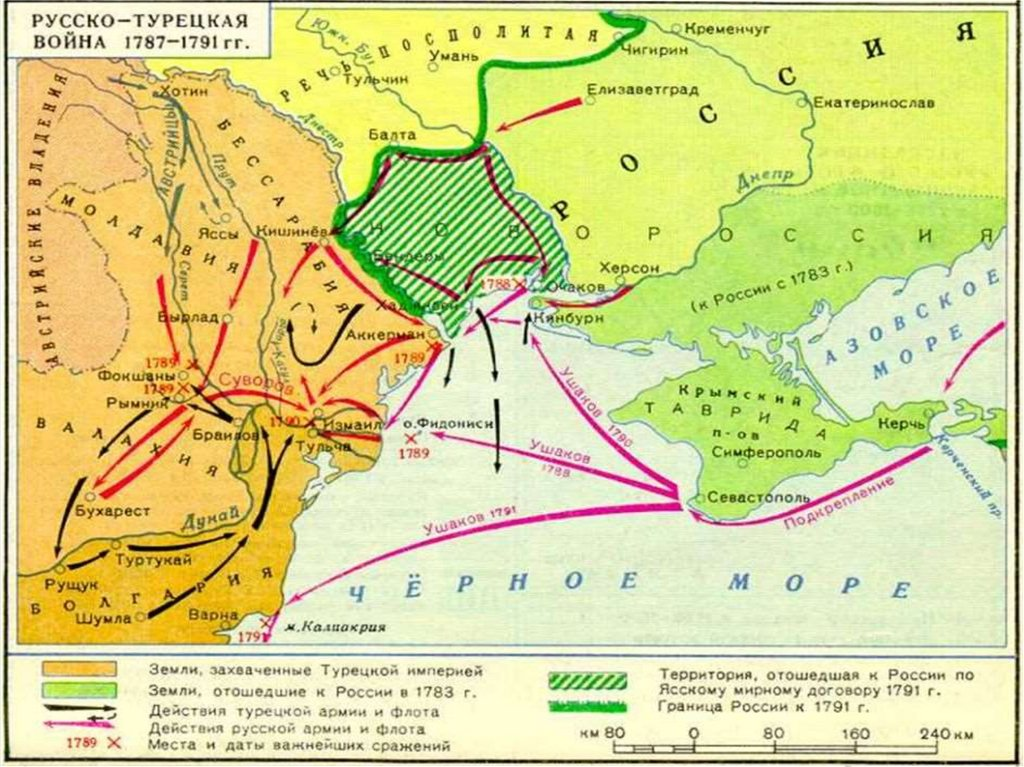
1787-1791年解放土耳其路线图

1787年，奥斯曼帝国要求俄罗斯帝国放弃克里米亚以及黑海沿岸的驻防。1787年8月19日，俄方借此向奥斯曼帝国宣战。土军先向南乌克兰的金布恩发起了两波海上攻势，但都被苏沃洛夫将军击退了，这也保障了俄军在克里米亚的优势。随后俄军于摩尔达维亚占领了雅西与霍京两座城市。1788年12月6日，俄军的波将金大公与苏沃洛夫在围城六个月后攻克了第聂伯河河口的沃奇亚。波将金下令将该城屠城。
1789年8月1日，苏沃洛夫于福克沙尼战役击败了土军，9月22日，俄军又在勒姆尼克战役取胜。奥地利则在此时通过防守反击取下了贝尔格莱德。1790年12月，奥斯曼帝国已与奥地利帝国停战，俄军仍继续进攻并拿下了坚固的伊斯梅尔城。苏沃洛夫甚至进军至君士坦丁堡城下以示威吓。1791年7月9日，土军在马钦的战役中再度败北。由于俄方开始担心普鲁士会干预战争，俄土于1791年7月31日签订了的停战协议。

## 结果
根据1792年1月9日的雅西合约，奥斯曼帝国承认俄罗斯帝国对其于1783年吞并克里米亚汗国以及叶迪山地区的主权。俄罗斯欧洲部分的边界推进至第聂伯河。奥斯曼帝国尝试夺回克里米亚的企图宣告失败。若非法国发生大革命，其处境或许还会变得更糟。